# Liste der Berliner Gedenktafeln

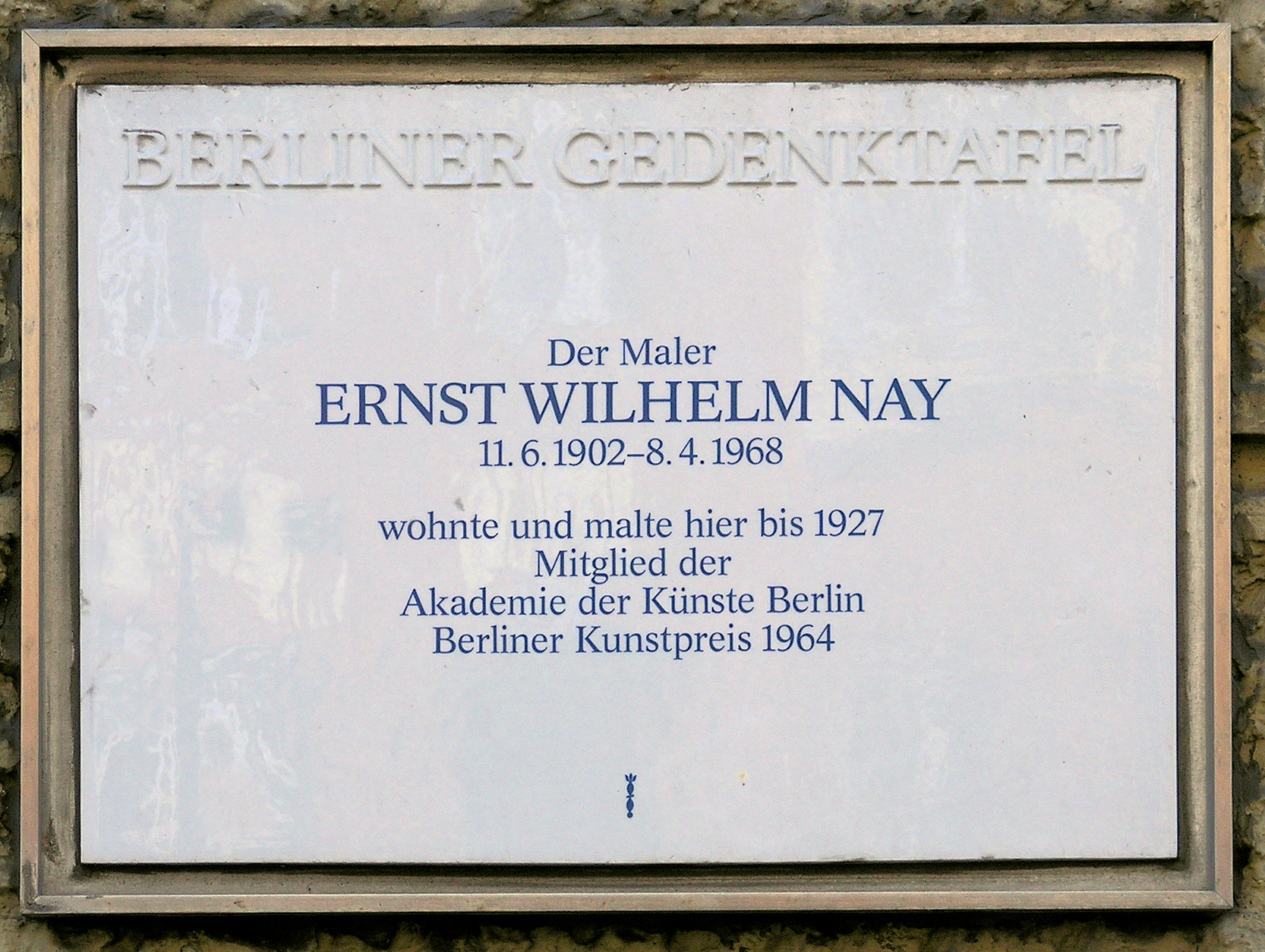
Typisches Beispiel einer Berliner Gedenktafel

Die Liste der Berliner Gedenktafeln enthält, nach Bezirken geordnet, die Namen, Standorte und, soweit bekannt, das Datum der Enthüllung von Gedenkplaketten aus der Reihe Berliner Gedenktafel.
Die Liste ist noch unvollständig.

## Charlottenburg-Wilmersdorf
| Bild | Name                                                                     | Standort                                                                              | Datum der Enthüllung                                                                  |
| ---- | ------------------------------------------------------------------------ | ------------------------------------------------------------------------------------- | ------------------------------------------------------------------------------------- |
|      | Claudio Abbado                                                           | Ludwigkirchstraße 9a (Wilmersdorf)                                                    | 26. Juni 2023                                                                         |
|      | Max Alsberg                                                              | Richard-Strauss-Straße 22 (Grunewald)                                                 | 12. September 2001                                                                    |
|      | Julius Bab                                                               | Bundesallee 19 (Wilmersdorf)                                                          | 11. Mai 1989                                                                          |
|      | Bruno Balz                                                               | Fasanenstraße 60 (Wilmersdorf)                                                        | 21. Mai 2008                                                                          |
|      | Herman Bang                                                              | Fasanenstraße 58 (Wilmersdorf)                                                        | 19. November 2021                                                                     |
|      | Albert Bassermann                                                        | Joachim-Friedrich-Straße 54 (Halensee)                                                | 19. Oktober 1993                                                                      |
|      | Vicki Baum                                                               | Koenigsallee 45 (Grunewald)                                                           | 4. Oktober 1989                                                                       |
|      | Walter Benjamin                                                          | Prinzregentenstraße 66 (Wilmersdorf)                                                  | 14. Juli 1989                                                                         |
|      | Berliner Secession                                                       | Kurfürstendamm 208 (Charlottenburg)                                                   | 10. August 1988                                                                       |
|      | Leo Blech                                                                | Mommsenstraße 6 (Charlottenburg)                                                      | 30. Oktober 1987                                                                      |
|      | Ernst Bloch                                                              | Kreuznacher Straße 52 (Wilmersdorf)                                                   | 27. November 1991                                                                     |
|      | Elsa Blochwitz                                                           | Kurfürstendamm 177 (Wilmersdorf)                                                      | 15. Juli 2025                                                                         |
|      | Arnold Wilhelm von Bode                                                  | Uhlandstraße 4/5 (Charlottenburg)                                                     | 30. Oktober 1987 (nicht mehr vorhanden)                                               |
|      | Bonhoeffer-Haus                                                          | Marienburger Allee 43 (Westend)                                                       | 19. September 1988                                                                    |
|      | Karl Bonhoeffer und Dietrich Bonhoeffer                                  | Wangenheimstraße 14 (Grunewald)                                                       | 1. September 1988                                                                     |
|      | Rudolf Breitscheid                                                       | Fasanenstraße 58 (Wilmersdorf)                                                        | 24. August 2002                                                                       |
|      | Bertolt Brecht und Helene Weigel                                         | Spichernstraße 16 (Wilmersdorf)                                                       | 6. Mai 1989                                                                           |
|      | Ferdinand Bruckner                                                       | Kaiserdamm 102 (Charlottenburg)                                                       | 30. Oktober 1987                                                                      |
|      | Bundeshaus                                                               | Bundesallee 216–218 (Wilmersdorf)                                                     | 4. März 1996                                                                          |
|      | Ernst Busch                                                              | Bonner Straße 11 (Wilmersdorf)                                                        | 8. Juni 1990                                                                          |
|      | Centralverein deutscher Staatsbürger jüdischen Glaubens und Philo-Verlag | Pariser Straße 44 (Wilmersdorf)                                                       | 8. November 1988                                                                      |
|      | Hedwig Courths-Mahler                                                    | Knesebeckstraße 12 (Charlottenburg)                                                   | 24. Oktober 1988                                                                      |
|      | Regine Deutsch                                                           | Pariser Straße 58 (Wilmersdorf)                                                       | 14. Oktober 2024                                                                      |
|      | Rudolf Diesel                                                            | Kantstraße 153 (Charlottenburg)                                                       | 10. August 1988                                                                       |
|      | Alfred Döblin                                                            | Kaiserdamm 28 (Westend)                                                               | 13. Mai 2003 (2005 gestohlen und durch vereinfachte Reproduktion ersetzt)             |
|      | Johann Christian Gottfried Dressel                                       | Gierkeplatz 4 (Charlottenburg)                                                        | 29. September 1989                                                                    |
|      | Isadora Duncan und Engelbert Humperdinck                                 | Trabener Straße 16 (Grunewald)                                                        | 26. Oktober 1993                                                                      |
|      | Tilla Durieux                                                            | Bleibtreustraße 15 (Charlottenburg)                                                   | 30. Oktober 1987                                                                      |
|      | Werner Eisbrenner                                                        | Bismarckallee 32a (Grunewald)                                                         | 23. April 1998 (2008 mit Abriss des Hauses abgenommen)                                |
|      | Lotte Eisner                                                             | Marbacher Straße 18 (Wilmersdorf)                                                     | 5. März 2021                                                                          |
|      | Joseph Benedict Engl, Joseph Massolle und Hans Vogt                      | Babelsberger Straße 49 (Wilmersdorf)                                                  | 21. Juni 1996                                                                         |
|      | Erstes Frauenhaus Berlin                                                 | Richard-Strauss-Straße 22 (Grunewald)                                                 | 29. September 2022                                                                    |
|      | Hedwig Fechheimer                                                        | Helmstedter Straße 10 (Wilmersdorf)                                                   | 2. Juli 2015                                                                          |
|      | Alfred Flechtheim                                                        | Bleibtreustraße 15 (Charlottenburg)                                                   | 16. November 2003                                                                     |
|      | Wilhelm Julius Foerster                                                  | Ahornallee 32 (Westend)                                                               | 3. Juni 2009                                                                          |
|      | Recha Freier                                                             | im Jüdischen Gemeindehaus, Fasanenstraße 79/80 (Charlottenburg)                       | 26. November 1984 (erster Prototyp der Berliner Gedenktafel)                          |
|      | Ignaz Friedman                                                           | Pariser Straße 21 (Wilmersdorf)                                                       | 7. November 2013                                                                      |
|      | Paula Fürst und die Theodor-Herzl-Schule                                 | Kaiserdamm 77–79 (Westend)                                                            | 1. November 2000                                                                      |
|      | Carl Fürstenberg                                                         | Koenigsallee 53c–e (Grunewald)                                                        | 4. Oktober 1989 (Tafel im August 1997 abgehängt)                                      |
|      | Otto von Gierke und Anna von Gierke                                      | Carmerstraße 12 (Charlottenburg)                                                      | 21. März 1993                                                                         |
|      | Curt Goetz und Valérie von Martens                                       | Fredericiastraße 1 (Westend)                                                          | 3. Dezember 2010                                                                      |
|      | Alexander Granach                                                        | Heiligendammer Straße 17a (Schmargendorf)                                             | 11. September 2015                                                                    |
|      | George Grosz                                                             | Trautenaustraße 12 (Wilmersdorf)                                                      | 1. Juli 1988                                                                          |
|      | Wolfgang Gruner                                                          | Westendallee 57 (Westend)                                                             | 10. November 2011                                                                     |
|      | Klara Grüger                                                             | Droysenstraße 10a (Charlottenburg)                                                    | 23. Oktober 2008                                                                      |
|      | Tatjana Gsovsky                                                          | Fasanenstraße 68 (Charlottenburg)                                                     |                                                                                       |
|      | Romano Guardini                                                          | an der Ostseite des TU-Architektur-Gebäudes, Straße des 17. Juni 152 (Charlottenburg) | 7. Oktober 1988                                                                       |
|      | Emma Gumz und Franz Gumz                                                 | Knesebeckstraße 17 (Charlottenburg)                                                   | 1. Oktober 2004                                                                       |
|      | Maximilian Harden                                                        | Wernerstraße 16 (Grunewald)                                                           | 19. Oktober 1988                                                                      |
|      | Adolf von Harnack                                                        | Fasanenstraße 43 (Wilmersdorf)                                                        | 19. Juni 2008                                                                         |
|      | Lilian Harvey                                                            | Düsseldorfer Straße 47 (Wilmersdorf)                                                  | 15. April 1999                                                                        |
|      | Paul von Hase                                                            | Giesebrechtstraße 17 (Charlottenburg)                                                 | 1. November 1991                                                                      |
|      | Walter Hasenclever                                                       | Ludwig-Barnay-Platz 3 (Wilmersdorf)                                                   | 27. November 1991                                                                     |
|      | Ulrich von Hassell                                                       | Fasanenstraße 28 (Charlottenburg)                                                     | 19. Juli 1989                                                                         |
|      | Gerhart Hauptmann                                                        | Schlüterstraße 78 (Charlottenburg)                                                    | 20. Oktober 1989                                                                      |
|      | Magdalena Heilmann                                                       | Geisenheimer Straße 43 (Wilmersdorf)                                                  | 21. Mai 2025                                                                          |
|      | Donata Helmrich und Eberhard Helmrich                                    | Westendallee 99f (Westend)                                                            | 22. März 2024                                                                         |
|      | Georg Hermann                                                            | Kreuznacher Straße 28 (Wilmersdorf)                                                   | 19. November 1988                                                                     |
|      | Trude Hesterberg und die „Wilde Bühne“                                   | Kantstraße 12 (Charlottenburg)                                                        | 25. Oktober 2011                                                                      |
|      | Hermine Heusler-Edenhuizen                                               | Rankestraße 35 (Charlottenburg)                                                       | 30. November 2002                                                                     |
|      | Hedwig Heyl                                                              | Ulmenallee 30 (Westend)                                                               | 11. März 1995 (bei Fassadenerneuerung abgenommen)                                     |
|      | Georg Heym                                                               | Neue Kantstraße 12/13 (Charlottenburg)                                                | 30. Oktober 1987                                                                      |
|      | Werner Richard Heymann                                                   | Karolingerplatz 5a (Westend)                                                          | 30. Mai 2008                                                                          |
|      | Rainer Hildebrandt                                                       | Zikadenweg 84 (Westend)                                                               | 8. Oktober 2020                                                                       |
|      | Otto Hintze und Hedwig Hintze (Doppeltafel)                              | Kastanienallee 28 (Westend)                                                           | 14. März 2008                                                                         |
|      | Rahel Hirsch                                                             | Kurfürstendamm 220 (Charlottenburg)                                                   | 2. Juni 2016                                                                          |
|      | Erich Hoepner und Henning von Tresckow                                   | am Bundeshaus, Bundesallee 216–218 (Wilmersdorf)                                      | 19. Juli 1990                                                                         |
|      | Friedrich Hollaender                                                     | Cicerostraße 14 (Wilmersdorf)                                                         | 17. Juni 2009                                                                         |
|      | Lisa Holländer                                                           | Sächsische Straße 26 (Wilmersdorf)                                                    | 9. November 2005                                                                      |
|      | August Horch                                                             | Kaiserdamm 97 (Charlottenburg)                                                        | Präsentation der Tafel am 14. Dezember 1999, Anbringung im Jahr 2000                  |
|      | Michael Jary                                                             | Fasanenstraße 60 (Wilmersdorf)                                                        | 21. Mai 2008                                                                          |
|      | Otto Jogmin                                                              | Wielandstraße 18 (Charlottenburg)                                                     | 14. August 2024                                                                       |
|      | Jüdische Privatschule Dr. Leonore Goldschmidt                            | Hohenzollerndamm 110a (Schmargendorf)                                                 | 18. Oktober 1989                                                                      |
|      | Anna Maria Jokl                                                          | Sächsische Straße 23 (Wilmersdorf)                                                    | 17. Juni 2025                                                                         |
|      | Jüdische Religionsgemeinschaft Charlottenburg                            | Behaimstraße 11 (Charlottenburg)                                                      | 28. März 1994                                                                         |
|      | Harald Juhnke                                                            | Lassenstraße 1 (Grunewald)                                                            | 10. Juni 2014                                                                         |
|      | Walter Jurmannä                                                          | Kurfürstendamm 154 (Wilmersdorf)                                                      | 20. Juli 2005                                                                         |
|      | Erich Kästner                                                            | Prager Straße 6 (Wilmersdorf)                                                         | 5. Januar 1990                                                                        |
|      | Erich Kästner (erneuerte Tafel vom Februar 2021)                         | Prager Straße 10 (Wilmersdorf)                                                        | Februar 2021                                                                          |
|      | Mascha Kaléko                                                            | Bleibtreustraße 10/11 (Charlottenburg)                                                | 21. Januar 1990                                                                       |
|      | Alfred Kantorowicz                                                       | Kreuznacher Straße 48 (Wilmersdorf)                                                   | 15. Juli 1989                                                                         |
|      | Eva Kemlein                                                              | Steinrückweg 7 (Wilmersdorf)                                                          | 25. August 2014                                                                       |
|      | Alfred Kerr                                                              | Höhmannstraße 6 (Grunewald)                                                           | 12. Dezember 1988                                                                     |
|      | Imre Kertész                                                             | Meinekestraße 3 (Charlottenburg)                                                      | 4. November 2021                                                                      |
|      | Leo Kestenberg                                                           | Barstraße 12 (Wilmersdorf)                                                            | 27. November 2017                                                                     |
|      | Irmgard Keun                                                             | Meinekestraße 6 (Charlottenburg)                                                      | 7. Februar 2006                                                                       |
|      | Ernst Ludwig Kirchner                                                    | Durlacher Straße 15 (Wilmersdorf)                                                     | 26. April 2023                                                                        |
|      | Robert Koch                                                              | Kurfürstendamm 52 (Charlottenburg)                                                    | 22. Oktober 1985                                                                      |
|      | Gertrud Kolmar                                                           | Ahornallee 37 (Westend)                                                               | 24. Februar 1993                                                                      |
|      | Siegfried Kracauer                                                       | Sybelstraße 35 (Charlottenburg)                                                       | 10. Juni 2010                                                                         |
|      | Fritz Kreisler                                                           | Bismarckallee 32a (Grunewald)                                                         | 23. April 1998 (2008 mit Abriss des Hauses abgenommen)                                |
|      | Eduard Künneke                                                           | Giesebrechtstraße 5 (Charlottenburg)                                                  | 27. Oktober 1989                                                                      |
|      | Helene Lange                                                             | Kunz-Buntschuh-Straße 7 (Grunewald)                                                   | 4. Oktober 1989 (Tafel bei Fassadenarbeiten 1997 zerbrochen und bisher nicht ersetzt) |
|      | Lotte Laserstein                                                         | Jenaer Straße 3 (Wilmersdorf)                                                         | 22. Juni 2020                                                                         |
|      | Else Lasker-Schüler und Herwarth Walden                                  | Katharinenstraße 5 (Halensee)                                                         | 22. November 1991                                                                     |
|      | Lilli Lehmann                                                            | Herbertstraße 20 (Grunewald)                                                          | 4. Oktober 1989                                                                       |
|      | Hedwig Leibetseder                                                       | Rudolstädter Straße 8 (Wilmersdorf)                                                   | 7. November 2016                                                                      |
|      | Vera Little                                                              | Witzlebenstraße 33 (Charlottenburg)                                                   | 3. Juni 2024                                                                          |
|      | Richard Löwenthal                                                        | Höhmannstraße 8 (Grunewald)                                                           | 17. September 2015                                                                    |
|      | Erna Lugebiel                                                            | Grolmanstraße 28 (Charlottenburg)                                                     | 4. März 2021                                                                          |
|      | Theo Mackeben                                                            | Kissinger Straße 60 (Schmargendorf)                                                   | 29. Mai 1990                                                                          |
|      | Jeanne Mammen                                                            | Kurfürstendamm 29 (Charlottenburg)                                                    | 11. März 1995                                                                         |
|      | Heinrich Mann                                                            | Fasanenstraße 61 (Wilmersdorf)                                                        | 5. Mai 1989                                                                           |
|      | Valérie von Martens                                                      | Fredericiastraße 1 (Westend)                                                          | 3. Dezember 2010                                                                      |
|      | Will Meisel                                                              | Wittelsbacherstraße 18 (Wilmersdorf)                                                  | 23. September 1988                                                                    |
|      | Erich Mendelsohn                                                         | Am Rupenhorn 6 (Westend)                                                              | 19. September 1988                                                                    |
|      | Franz von Mendelssohn                                                    | Bismarckallee 23 (Grunewald)                                                          | 21. September 1988                                                                    |
|      | Brigitte Mira                                                            | Koenigsallee 83 (Grunewald)                                                           | 3. September 2015                                                                     |
|      | Theodor Mommsen                                                          | Straße des 17. Juni 152 (Charlottenburg)                                              | 1. Dezember 2017                                                                      |
|      | Christian Morgenstern                                                    | Stuttgarter Platz 4 (Charlottenburg)                                                  | 30. Oktober 1987                                                                      |
|      | Rudolf Mosse                                                             | am Mosse-Stift, Rudolf-Mosse-Straße 11 (Wilmersdorf)                                  | 9. Mai 1989                                                                           |
|      | Friedrich Wilhelm Murnau                                                 | Douglasstraße 22 (Grunewald)                                                          | 4. Oktober 1989                                                                       |
|      | Carola Neher                                                             | Fürstenplatz 2 (Westend)                                                              | 7. Dezember 2017                                                                      |
|      | Günter Neumann                                                           | Mommsenstraße 57 (Charlottenburg)                                                     | 1990                                                                                  |
|      | Wolfgang Neuss                                                           | Lohmeyerstraße 6 Charlottenburg                                                       | 15. September 2022                                                                    |
|      | Felix Nussbaum                                                           | Xantener Straße 23 (Wilmersdorf)                                                      | 11. Dezember 1989                                                                     |
|      | Fritz Oliven                                                             | Giesebrechtstraße 11 (Charlottenburg)                                                 | 28. September 2009                                                                    |
|      | Meret Oppenheim                                                          | Joachim-Friedrich-Straße 48 (Halensee)                                                | 6. Oktober 2014                                                                       |
|      | Organisation-Rehabilitation-Training                                     | Bleibtreustraße 34/35 (Charlottenburg)                                                | 7. Dezember 1993                                                                      |
|      | Hans Paul Oster                                                          | Bayerische Straße 9 (Wilmersdorf)                                                     | 14. August 1990                                                                       |
|      | Palästinaamt                                                             | Meinekestraße 10 (Charlottenburg)                                                     | 22. Oktober 1985                                                                      |
|      | Lilli Palmer                                                             | Hölderlinstraße 11 (Westend)                                                          | 24. Mai 1994                                                                          |
|      | Oskar Pastior                                                            | Schlüterstraße 53 (Charlottenburg)                                                    | 22. September 2009                                                                    |
|      | Franz Pfemfert                                                           | Nassauische Straße 17 (Wilmersdorf)                                                   | 28. November 1989                                                                     |
|      | Hans Pfitzner                                                            | Durlacher Straße 25 (Wilmersdorf)                                                     | 26. November 2000                                                                     |
|      | Max Planck                                                               | Wangenheimstraße 21 (Grunewald)                                                       | 4. Oktober 1989                                                                       |
|      | Franz Poenitz                                                            | Platanenallee 4–6 (Westend)                                                           | 2. Mai 2012                                                                           |
|      | Christian Daniel Rauch und Freihaus des Kammertürken Hassan              | Schloßstraße 6 (Charlottenburg)                                                       | 30. Oktober 1987                                                                      |
|      | Marcel Reich-Ranicki                                                     | Güntzelstraße 53 (Wilmersdorf)                                                        | 12. September 2014                                                                    |
|      | Max Reinhardt                                                            | Fontanestraße 8 (Grunewald)                                                           | 5. Mai 2008                                                                           |
|      | Lotte Reiniger                                                           | Knesebeckstraße 11 (Charlottenburg)                                                   | 17. November 2014                                                                     |
|      | Ernst Reuter                                                             | am Studentenhaus, Hardenbergstraße 35 (Charlottenburg)                                | 21. Oktober 2005                                                                      |
|      | Otto Reutter                                                             | Bregenzer Straße 5 (Wilmersdorf)                                                      | 1. November 1991                                                                      |
|      | Emil Nikolaus von Reznicek                                               | Knesebeckstraße 32 (Charlottenburg)                                                   | 22. Oktober 1985 (2008 bei Fassadensanierung abgenommen)                              |
|      | Jenny und Walter Rieck                                                   | Uhlandstraße 167/168 (Charlottenburg)                                                 | 26. Januar 2007                                                                       |
|      | Henry Ries                                                               | Meinekestraße 12 (Wilmersdorf)                                                        | 3. Juni 2008                                                                          |
|      | Rainer Maria Rilke                                                       | Hundekehlestraße 11 (Schmargendorf)                                                   | 4. Dezember 1989                                                                      |
|      | Joseph Roth                                                              | Kurfürstendamm 15 (Charlottenburg)                                                    | 24. Oktober 1988                                                                      |
|      | Edmund Rumpler                                                           | Dernburgstraße 9 (Charlottenburg)                                                     | 7. September 1990                                                                     |
|      | Erich Salomon                                                            | Hölderlinstraße 11 (Westend)                                                          | 15. Mai 2001                                                                          |
|      | Adele Sandrock                                                           | Leibnizstraße 60 (Charlottenburg)                                                     | 29. September 1989                                                                    |
|      | Malwine und Max Schindler                                                | Pariser Straße 54 (Wilmersdorf)                                                       | 4. November 2021                                                                      |
|      | Max Schmeling und Anny Ondra                                             | Brixplatz 9 (Westend)                                                                 | 31. August 2010                                                                       |
|      | Artur Schnabel                                                           | Wielandstraße 14 (Charlottenburg)                                                     | 1. November 1991                                                                      |
|      | Adele Schreiber-Krieger                                                  | Ahornallee 50 (Westend)                                                               | 1. März 1995                                                                          |
|      | Fritz Schulz-Reichel                                                     | Gotha-Allee 19 (Westend)                                                              | 25. Juli 2012                                                                         |
|      | Klaus Schütz                                                             | Johannisberger Straße 34 (Wilmersdorf)                                                | 29. November 2014                                                                     |
|      | Libertas Schulze-Boysen und Harro Schulze-Boysen                         | Altenburger Allee 19 (Westend)                                                        | 29. September 1987                                                                    |
|      | Edith Schumann                                                           | Kurfürstendamm 111 (Halensee)                                                         | 27. Oktober 2023                                                                      |
|      | Anna Seghers                                                             | Helmstedter Straße 24 (Wilmersdorf)                                                   | 1. Juli 1988                                                                          |
|      | Tony Sender                                                              | Wittelsbacherstraße 34 (Wilmersdorf)                                                  | 31. Oktober 2022                                                                      |
|      | Georg Simmel                                                             | Nußbaumallee 14 (Westend)                                                             | 19. August 1988                                                                       |
|      | James Simon                                                              | Bundesallee 23 (Wilmersdorf)                                                          | 22. Mai 2006                                                                          |
|      | Kurt Singer und Kulturbund Deutscher Juden                               | Mommsenstraße 56 (Charlottenburg)                                                     | 12. Oktober 1997                                                                      |
|      | Nikos Skalkottas                                                         | Nürnberger Straße 19 (Charlottenburg)                                                 | 30. März 2010                                                                         |
|      | Adolf Slaby                                                              | an der Ostseite des TU-Architektur-Gebäudes, Straße des 17. Juni 152 (Charlottenburg) | 7. Oktober 1988                                                                       |
|      | Werner Sombart                                                           | Suarezstraße 27 (Charlottenburg)                                                      | 19. August 1988                                                                       |
|      | Margarethe Sommer und Otto Ostrowski                                     | Westfälische Straße 64 (Halensee)                                                     | 9. November 2006                                                                      |
|      | Friedrich Spielhagen                                                     | Kantstraße 165 (Charlottenburg)                                                       | 24. Oktober 1988                                                                      |
|      | Adam Stegerwald                                                          | Zoppoter Straße 62 (Schmargendorf)                                                    | 3. Dezember 1988                                                                      |
|      | Richard Strauss                                                          | Heerstraße 2 (Westend)                                                                | 19. Juli 1991                                                                         |
|      | Ernst Toller                                                             | Wittelsbacherstraße 33a (Wilmersdorf)                                                 | 30. März 2023                                                                         |
|      | Ernst Toller                                                             | Uhlandstraße 197 (Charlottenburg)                                                     | 30. Oktober 1987 (nicht mehr vorhanden)                                               |
|      | Hans Ullstein (Jahresangabe ‚1903‘ ist falsch, es muss heißen ‚1913‘)    | Bettinastraße 4 (Grunewald)                                                           | 1. November 1991                                                                      |
|      | Else Ury                                                                 | Kantstraße 30 (Charlottenburg)                                                        | 11. März 1995                                                                         |
|      | Karl Walser und Robert Walser                                            | Kaiser-Friedrich-Straße 70 (Charlottenburg)                                           | 24. Februar 1993                                                                      |
|      | Max Weber                                                                | Leibnizstraße 21 (Charlottenburg)                                                     | 30. Juni 2020                                                                         |
|      | Grethe Weiser                                                            | Giesebrechtstraße 18 (Charlottenburg)                                                 | 22. Oktober 2010                                                                      |
|      | Bernhard Weiß                                                            | Steinplatz 3 (Charlottenburg)                                                         | 11. Juli 2008                                                                         |
|      | Weltbühne                                                                | Wundtstraße 65 (Charlottenburg)                                                       | 7. Juli 2010                                                                          |
|      | Ulrich von Wilamowitz-Moellendorff                                       | Eichenallee 12 (Westend)                                                              | 1. November 1991                                                                      |
|      | Charlotte Wolff                                                          | Laubenheimer Straße 10 (Wilmersdorf)                                                  | 12. September 2016                                                                    |
|      | Gerhard Winkler                                                          | Nassauische Straße 61 (Wilmersdorf)                                                   | 5. Mai 1992                                                                           |
|      | Peter Zadek                                                              | Offenbacher Straße 24 (Wilmersdorf)                                                   | 20. Mai 2019                                                                          |
|      | Nathan Zuntz                                                             | Bleibtreustraße 38/39 (Charlottenburg)                                                | 27. Juni 1989                                                                         |
|      | Arnold Zweig                                                             | Zikadenweg 59 (Westend)                                                               | 30. Oktober 1987                                                                      |

## Friedrichshain-Kreuzberg
| Bild | Name                                 | Standort                                                  | Datum der Enthüllung |
| ---- | ------------------------------------ | --------------------------------------------------------- | -------------------- |
|      | Bozorg Alavi                         | Frankfurter Tor 6 (Friedrichshain)                        | 3. August 2022       |
|      | Altes Kammergericht                  | Lindenstraße 14 (Kreuzberg)                               |                      |
|      | Apollo-Theater                       | Friedrichstraße 218 (Kreuzberg)                           | 29. Mai 1997         |
|      | Mtoro Bakari                         | Fidicinstraße 5 (Kreuzberg)                               | 24. April 2024       |
|      | Jurek Becker                         | Hagelberger Straße 10c (Kreuzberg)                        | 13. September 2022   |
|      | Rudolf Belling                       | Erkelenzdamm 25 (Kreuzberg)                               | August 2021          |
|      | Hedwig Dohm                          | Friedrichstraße 235 (Kreuzberg)                           | 5. Juni 2013         |
|      | William Edward Burghardt Du Bois     | Oranienstraße 130 (Kreuzberg)                             | 27. August 2017      |
|      | Friedrich Ebert                      | Neue Bahnhofstraße 12 (Friedrichshain)                    | 13. August 2013      |
|      | Ali Aziz Efendi                      | Urbanstraße 15 (Kreuzberg)                                | 9. Februar 1995      |
|      | Clara Grunwald                       | Scharnweberstraße 19 (Friedrichshain)                     | 11. Juni 1997        |
|      | Johannes Hänsch                      | Reichenberger Straße 149 (Kreuzberg)                      | 29. April 2015       |
|      | Wilhelm Harnisch                     | Samariterplatz (Friedrichshain)                           | 10. Oktober 1997     |
|      | Bruno Henze                          | Yorckstraße 63 (Kreuzberg)                                | 12. Mai 1991         |
|      | James Hobrecht und Pumpstation Nr. 3 | am Eingang zum Lapidarium, Hallesches Ufer 78 (Kreuzberg) |                      |
|      | Charlotte Jolles                     | Großbeerenstraße 82 (Kreuzberg)                           | 21. September 2014   |
|      | Fritz Juliusberg                     | Landsberger Allee 49 (Friedrichshain)                     | 19. Oktober 2011     |
|      | Lichtbildbühne                       | Friedrichstraße 225 (Kreuzberg)                           | 9. November 2015     |
|      | Adolph Menzel                        | Ritterstraße 43 (Kreuzberg)                               | 26. Februar 1998     |
|      | Ludwig Pick                          | Landsberger Allee 49 (Friedrichshain)                     |                      |
|      | Walther Rathenau                     | Hedemannstraße 12 (Kreuzberg)                             | 17. Juli 1989        |
|      | Rio Reiser                           | Tempelhofer Ufer 32 (Kreuzberg)                           | 20. August 2013      |
|      | Rose-Theater und Bernhard Rose       | Karl-Marx-Allee 78–84 (Friedrichshain)                    | 22. Mai 1992         |
|      | Julius Stern                         | Friedrichstraße 214 (Kreuzberg)                           | 16. Oktober 2014     |
|      | Rita Thomas                          | Thaerstraße 42 (Friedrichshain)                           | 6. November 2024     |
|      | Verein Berliner Wohnungsmiether      | Solmsstraße 30 (Kreuzberg)                                | 26. Februar 1999     |
|      | Myra Warhaftig                       | Dessauer Straße 39 (Kreuzberg)                            | 3. Mai 2011          |
|      | Zuse Z3                              | Methfesselstraße 7 (Kreuzberg)                            | Juni 1998            |

## Lichtenberg
| Bild | Name                                 | Standort                                         | Datum der Enthüllung                |
| ---- | ------------------------------------ | ------------------------------------------------ | ----------------------------------- |
|      | Victor Aronstein                     | Werneuchener Straße 3 (Alt-Hohenschönhausen)     | Oktober 1999                        |
|      | Hans Bellmer                         | Ehrenfelsstraße 8a (Karlshorst)                  | 15. April 2008                      |
|      | Heinrich Dathe                       | Tierpark Berlin, Elefantenhaus (Friedrichsfelde) | 26. Juni 2012                       |
|      | Paul von Fuchs                       | Dorfstraße 9 (Malchow)                           | 8. November 1996                    |
|      | Gedenkstätte Berlin-Hohenschönhausen | Genslerstraße 66 (Alt-Hohenschönhausen)          | Tafel wurde im Juni 2023 entwendet. |
|      | Gedenkstätte Berlin-Hohenschönhausen | Genslerstraße 66 (Alt-Hohenschönhausen)          | 17. Juni 2025                       |

## Marzahn-Hellersdorf
| Bild | Name                     | Standort                    | Datum der Enthüllung |
| ---- | ------------------------ | --------------------------- | -------------------- |
|      | Franz Carl Achard        | Dorfstraße 1 (Kaulsdorf)    | 22. Dezember 1997    |
|      | Hans Brass               | Brebacher Weg 15 (Biesdorf) | 3. November 2015     |
|      | Heinrich Grüber          | Dorfstraße 10 (Kaulsdorf)   | 22. Dezember 1997    |
|      | Erich Knauf, Erich Ohser | Am Feldberg 3 (Kaulsdorf)   | 20. Juli 1999        |
|      | Eduard von Winterstein   | Hafersteig 38 (Biesdorf)    | 1. August 2011       |

## Mitte
| Bild | Name | Standort                                                             | Datum der Enthüllung                                                                                           |
| ---- | --- | -------------------------------------------------------------------- | --- |
|      | Jussuf Abbo | Reichpietschufer 92, (Mitte)                                         | 29. August 2018                                                                                                |
|      | Konrad Adenauer | Wilhelmstraße 54 (ehemals Nr. 64, Mitte)                             | 19. April 1993                                                                                                 |
|      | Peter Anders | Thomasiusstraße 25 (Moabit)                                          | 3. August 2010                                                                                                 |
|      | Bettina von Arnim | Haus der Kulturen der Welt, John-Foster-Dulles-Allee 10 (Tiergarten) | 23. Februar 1990                                                                                               |
|      | Muhammad Asad | Hannoversche Straße 1, (Mitte)                                       | 22. November 2013                                                                                              |
|      | Marianne Awerbuch | Holsteiner Ufer 18–20 (Hansaviertel)                                 | 27. Juli 2011                                                                                                  |
|      | Alexander Beer | Auguststraße 11–13 (Mitte)                                           | 20. April 2012                                                                                                 |
|      | Julius Beer und Ferdinand Meyer | Unter den Linden 13–15 (Mitte)                                       | 21. September 2012                                                                                             |
|      | Georg Benjamin | Badstraße 40 (Gesundbrunnen)                                         | 30. September 1991                                                                                             |
|      | Berliner Asyl-Verein für Obdachlose | Wiesenstraße 55 (Gesundbrunnen)                                      | 16. Juni 1989                                                                                                  |
|      | Johannes Bobrowski | Zimmerstraße 80 (Mitte)                                              | 2. September 2015                                                                                              |
|      | Carl Bolle | Alt-Moabit 98 (Moabit)                                               | 28. September 2015                                                                                             |
|      | Louis Brody | Kurfürstenstraße 40 (Tiergarten)                                     | 25. Juli 2024                                                                                                  |
|      | Marie Burde | Tegeler Straße 15 (Wedding)                                          | 13. Juli 2015                                                                                                  |
|      | Ernst Boris Chain | im „Haus der Gesundheit“, Turmstraße 22 (Moabit)                     | 22. Februar 1990                                                                                               |
|      | Lovis Corinth, Charlotte Berend-Corinth | Klopstockstraße 25/27 (Hansaviertel)                                 | 30. November 2022. Sie ersetzt eine erste Gedenktafel vom 13. Juli 1998, die lediglich Lovis Corinth erwähnte. |
|      | Eduard Cortain | Feldstraße 4 (Gesundbrunnen)                                         | 26. August 1991                                                                                                |
|      | Günther Dehn | Wiclefstraße 33–35 (Moabit)                                          | 30. Mai 1990                                                                                                   |
|      | Anneliese Dessauer, Max Dessauer, Paula Dessauer und Frieda Rosenthal | im Vorderhaus Sophienstraße 28/29 (Mitte)                            | |
|      | Salo Drucker | Reinickendorfer Straße 60a (Wedding)                                 | 19. August 1990 Tafel wurde entfernt und am 18. September 2024 in der Iranischen Straße 2 angebracht           |
|      | Salo Drucker | Iranische Straße 2 (Gesundbrunnen)                                   | 18. September 2024                                                                                             |
|      | Walter Felsenstein | Komische Oper, Behrenstraße 55–57 (Mitte)                            | 8. Oktober 1995                                                                                                |
|      | Heinrich Finkelstein | Reinickendorfer Straße 61 (Wedding)                                  | 1. August 2016                                                                                                 |
|      | Emil Fischer | Hessische Straße 1 (Mitte)                                           | 12. Juli 2010                                                                                                  |
|      | Abraham Geiger | Rosenthaler Straße 40 (Mitte)                                        | 25. Mai 2010                                                                                                   |
|      | Johann Ernst Gotzkowsky | Brüderstraße 13 (Mitte)                                              | 10. Mai 1996                                                                                                   |
|      | Jacob Grimm und Wilhelm Grimm | Alte Potsdamer Straße 5 (Tiergarten)                                 | 23. Februar 1990 (nicht mehr vorhanden)                                                                        |
|      | Georg Groscurth | Turmstraße 21 (Moabit)                                               | 7. Februar 1995                                                                                                |
|      | Elise Hampel und Otto Hampel | Amsterdamer Straße 10 (Wedding)                                      | 8. April 1989                                                                                                  |
|      | Hugo Heimann | Prinzenallee 46a (Gesundbrunnen)                                     | 3. November 1988                                                                                               |
|      | Katharina Heinroth | Budapester Straße 32 (Tiergarten)                                    | 4. Februar 1997                                                                                                |
|      | Oskar Heinroth | Budapester Straße 32 (Tiergarten)                                    | 4. Februar 1997                                                                                                |
|      | Mod Helmy | Krefelder Straße 7 (Moabit)                                          | 4. Juli 2014                                                                                                   |
|      | Ludwig Hoffmann und Neues Stadthaus (Doppeltafel) | Klosterstraße 47 (Mitte)                                             | 26. Juli 2002                                                                                                  |
|      | Arno Holz | Reinickendorfer Straße 11/12 (Gesundbrunnen)                         | 26. April 1989 (Tafel bei Fassadenarbeiten 2008 abgenommen)                                                    |
|      | August Wilhelm Iffland | Charlottenstraße 33 (Mitte)                                          | 27. März 2017                                                                                                  |
|      | Israel Jacobson | Burgstraße 25 (Mitte)                                                | 16. Juli 2010                                                                                                  |
|      | Jüdische Aktionäre des Zoologischen Gartens | Hardenbergplatz 8 (Tiergarten); am Antilopenhaus                     | 28. Juni 2011                                                                                                  |
|      | Jüdisches Altersheim | Iranische Straße 3 (Gesundbrunnen)                                   | 20. Oktober 2022                                                                                               |
|      | Ernst Kaeber | Dortmunder Straße 6 (Moabit)                                         | 27. September 2011                                                                                             |
|      | Kaiser-Wilhelm-Gesellschaft zur Förderung der Wissenschaften | Bebelplatz 2 (Mitte)                                                 | 11. Januar 2011                                                                                                |
|      | Martin Heinrich Klaproth | Spandauer Straße 25 (an der Fassade zum Nikolaikirchplatz, Mitte)    | 15. Dezember 1995                                                                                              |
|      | Victor Klemperer | Dorotheenstraße 1, (Mitte)                                           | 2015 |
|      | Walter Kollo und Willi Kollo | Friedrichstraße 101 (Mitte)                                          | 30. September 2010                                                                                             |
|      | Krankenhaus Moabit sowie dessen vertriebene, jüdische Ärzte: Hans-Gerhard Aronsohn, Carl Benda, Ernst Berla Moritz Borchardt, Julian Casper Lilly Ehrenfried, Kurt Goldstein, Ernst Haase Walter Hahn, Martin Jacoby, Rudolf Jaffé Ernst Joël, Siegbert Joseph, Leopold Kaufer Georg Klemperer, Max Leffkowitz, Heinz Lewinski Erich Loewenthal, Max Marcus, Erich Nathorff Hertha Nathorff-Einstein, Erwin Rabau Paul Radt, Lydia Rabinowitsch-Kempner (Doppeltafel) | Turmstraße 21 (im Eingang K des Hauses M, Moabit)                    | 30. Mai 1997                                                                                                   |
|      | Carl Gotthard Langhans | Charlottenstraße 48 (Mitte)                                          | 1. Oktober 2018                                                                                                |
|      | Siegfried Lehmann | Max-Beer-Straße 5 (Mitte)                                            | 21. September 2018                                                                                             |
|      | Theodor Leipart | ursprünglich Wallstraße 61–65 (Mitte)                                | 10. April 1997, heute Inselstraße 6 (Mitte), Wiederanbringung am 2. Mai 2003                                   |
|      | Liberale Gemeindesynagoge | Lützowstraße 16 (Tiergarten)                                         | 11. Dezember 1989                                                                                              |
|      | Constantin Liebich | Ackerstraße 52 (Gesundbrunnen)                                       | 31. Oktober 1988                                                                                               |
|      | Ludwig Mehlhorn | Charlottenstraße 54 (Mitte)                                          | 28. April 2025                                                                                                 |
|      | Lise Meitner | Hessische Straße 1 (Mitte)                                           | 12. Juli 2010                                                                                                  |
|      | Alfred Messel | Bissingzeile 11 (Tiergarten)                                         | 8. Juli 2023                                                                                                   |
|      | Giacomo Meyerbeer | Pariser Platz 6a (Mitte)                                             | 9. September 2013                                                                                              |
|      | Ferdinand Möller (Kunsthändler) | Schöneberger Ufer 71 (Tiergarten)                                    | Juni 2010 |
|      | Karl Philipp Moritz | Münzstraße 7 (Mitte)                                                 | 15. September 1998                                                                                             |
|      | Hermann Müller (Reichskanzler) | Derfflingerstraße 21 (Tiergarten)                                    | 22. November 2017                                                                                              |
|      | Neues Stadthaus | Parochialstraße 1–3 (Mitte)                                          | 1999 |
|      | Friedrich Nicolai | Brüderstraße 13 (Mitte)                                              | 18. April 2011                                                                                                 |
|      | Feliks Nowowiejski | Waldenserstraße 28 (Dominikanerkirche St. Paulus, Moabit)            | 9. Oktober 2009                                                                                                |
|      | Arthur Nussbaum | Eingang der Juristischen Fakultät der HU, Bebelplatz (Mitte)         | |
|      | Vermögensverwertungsstelle beim Oberfinanzpräsidenten – Enteignung jüdischer Bürger | Alt-Moabit 143–145 (Moabit)                                          | 24. Juni 1994                                                                                                  |
|      | Harald Poelchau | Afrikanische Straße 140b (Wedding)                                   | 17. November 1988                                                                                              |
|      | Hans Poelzig | Kino Babylon, Rosa-Luxemburg-Platz (Mitte)                           | 3. Juli 2000                                                                                                   |
|      | Ottilie Pohl | Beusselstraße 43 (Moabit)                                            | 17. November 1989                                                                                              |
|      | Polnische Zwangsarbeiter bei der AEG | Gustav-Meyer-Allee 25 (Gesundbrunnen)                                | 1. September 1995                                                                                              |
|      | Johannes Popitz | Palais am Festungsgraben, Am Festungsgraben 1 (Mitte)                | 19. Juli 1994                                                                                                  |
|      | Georg Puchowski | Bellermannstraße 91 (Gesundbrunnen)                                  | 21. April 1989                                                                                                 |
|      | Erich Reiß | Wichmannstraße 9 (Tiergarten)                                        | 2. November 2023                                                                                               |
|      | Bernhard Rose | Badstraße 58 (Gesundbrunnen)                                         | 22. Mai 1992                                                                                                   |
|      | Alfred Rotter und Fritz Rotter | Admiralspalast, Friedrichstraße 101 (Mitte)                          | 4. Juli 2008                                                                                                   |
|      | Heinrich Runge | Köpenicker Straße 91 (Mitte)                                         | 19. Januar 1996                                                                                                |
|      | Nelly Sachs | Lessingstraße 5 (Hansaviertel)                                       | 12. Mai 1995                                                                                                   |
|      | Carl Scheibler | Derfflingerstraße 8 (Tiergarten)                                     | 12. Dezember 1989                                                                                              |
|      | Helene von Schell | Waldstraße 6 (Moabit)                                                | 4. März 1996                                                                                                   |
|      | Ernst Schering | Müllerstraße 170 (Wedding)                                           | 24. Oktober 1988                                                                                               |
|      | Gerhard Schlegel | Sporthalle Poststadion, Lehrter Straße 59 (Moabit)                   | 9. November 2003                                                                                               |
|      | Werner Schröder | am Aquarium, Budapester Straße 32 (Tiergarten)                       | |
|      | Friedrich Albert Schwartz | Friedrichstraße 115 (Mitte)                                          | 1. Dezember 2009                                                                                               |
|      | Louis Schwartzkopff | Scheringstraße 2 (Gesundbrunnen)                                     | 9. Mai 1989 |
|      | James Simon | Gartenstraße 5 (Mitte)                                               | 8. Juni 1995                                                                                                   |
|      | Eduard Solger | Reinickendorfer Straße 5 (Gesundbrunnen)                             | 11. November 1988                                                                                              |
|      | Mohamed Soliman | Oranienburger Straße 65 (Mitte)                                      | 26. Juni 2019                                                                                                  |
|      | Siegbert Springer | Spenerstraße 15 (Moabit)                                             | 12. Dezember 1989                                                                                              |
|      | Johann Peter Süßmilch | Brüderstraße 10 (Mitte)                                              | 18. Oktober 1995                                                                                               |
|      | Mark Twain | Körnerstraße 7 (Tiergarten)                                          | 14. September 2011                                                                                             |
|      | Wolfgang Ullmann | Tieckstraße 17 (Mitte)                                               | 9. Dezember 2019                                                                                               |
|      | Rudolf Virchow | Augustenburger Platz 1 (Wedding)                                     | 28. Oktober 1988                                                                                               |
|      | Kurt Weill | Altonaer Straße 22, (Hansaviertel)                                   | 25. September 2013                                                                                             |
|      | Johann Hinrich Wichern und Evangelisches Johannesstift | Alt-Moabit 127 (Moabit)                                              | 1. November 1989                                                                                               |
|      | Willelm I. der Niederlande | Unter den Linden 11 (Mitte)                                          | 1. Oktober 2014                                                                                                |
|      | Agnes von Zahn-Harnack | Dorotheenstraße 24 (Mitte)                                           | 12. Juli 2010                                                                                                  |
|      | Zweite Jüdische Versorgungsanstalt | Schönhauser Allee 22 (Mitte)                                         | 30. Oktober 2015                                                                                               |

## Neukölln
| Bild | Name                                    | Standort                        | Datum der Enthüllung |
| ---- | --------------------------------------- | ------------------------------- | -------------------- |
|      | Hermann Boddin                          | Karl-Marx-Straße 83 (Neukölln)  | 16. Mai 1990         |
|      | Erich Galle                             | Ilsestraße 16 (Neukölln)        | 29. Oktober 1992     |
|      | Hanno Günther                           | Onkel-Bräsig-Straße 108 (Britz) | 3. Dezember 1989     |
|      | Ideal Passage, Paul Kind und Willi Kind | Fuldastraße 55 (Neukölln)       |                      |
|      | Curt Kaiser                             | Sonnenallee 124 (Neukölln)      | 25. April 1990       |
|      | Georg Kantorowsky                       | Isarstraße 8 (Neukölln)         | 9. November 1988     |
|      | Heinz Kapelle                           | Weserstraße 168 (Neukölln)      | 17. September 1992   |
|      | Franz Künstler                          | Elsenstraße 52 (Neukölln)       | 10. September 1993   |
|      | Franz Künstler                          | Weigandufer 16 (Neukölln)       | 13. Mai 2016         |
|      | Will Meisel                             | Jonasstraße 22 (Neukölln)       | 13. Juni 1990        |
|      | Karl Schröder                           | Fuldastraße 37 (Neukölln)       | 13. November 1992    |
|      | Werner Seelenbinder                     | Thomasstraße 39 (Neukölln)      | 24. Oktober 1992     |
|      | Heinrich Stahl                          | Alt-Rudow 41 (Rudow)            | 22. April 1993       |

## Pankow
| Bild | Name                             | Standort                                      | Datum der Enthüllung |
| ---- | -------------------------------- | --------------------------------------------- | -------------------- |
|      | Baruch Auerbach’sches Waisenhaus | Schönhauser Allee 162 (Prenzlauer Berg)       | 5. September 2011    |
|      | Ruth Berghaus                    | Breite Straße 7 (Pankow)                      | 21. September 2017   |
|      | Horst Buchholz                   | Sodtkestraße 11 (Prenzlauer Berg)             | 4. Dezember 2014     |
|      | Heinz Brandt                     | Pistoriusstraße 24 (Weißensee)                | 16. August 2019      |
|      | Carl James Bühring               | Neumannstraße 50 (Pankow)                     | 10. Oktober 1995     |
|      | Reinhold Burger                  | Wilhelm-Kuhr-Straße 3 (Pankow)                | 1. Oktober 1998      |
|      | Martin Dibobe                    | Kuglerstraße 44 (Prenzlauer Berg)             | 31. Oktober 2016     |
|      | Hans Fallada                     | Rudolf-Ditzen-Weg 19 (Niederschönhausen)      | 2. Juni 1998         |
|      | Peter Fechter                    | Behaimstraße 11 (Weißensee)                   | 14. Januar 2014      |
|      | Filmstadt Weißensee              | Berliner Allee 249 (Weißensee)                | 18. Oktober 1995     |
|      | Wieland Herzfelde                | Woelckpromenade 5 (Weißensee)                 | 23. November 1995    |
|      | Emma Ihrer                       | Marthastraße 10 (Niederschönhausen)           | 14. Oktober 2016     |
|      | Heinz Knobloch                   | Masurenstraße 4 (Pankow)                      | 24. Juli 2013        |
|      | Werner Klemke                    | Tassostraße 21 (Weißensee)                    | 14. März 2017        |
|      | Ernst Lubitsch                   | Schönhauser Allee 183 (Prenzlauer Berg)       | März 2007            |
|      | Dorothea und Georg Möhring       | Kissingenstraße 25 (Pankow)                   | 10. Dezember 2010    |
|      | Hermann Joseph Muller            | auf dem Campus Berlin-Buch der Charité (Buch) | 27. Mai 2008         |
|      | Paul Nipkow                      | Parkstraße 5 (Pankow)                         | 1998                 |
|      | Carl von Ossietzky               | Mittelstraße 6 (Rosenthal)                    |                      |
|      | Hans Rosenthal                   | Winsstraße 63 (Prenzlauer Berg)               | 21. Dezember 2000    |
|      | Kurt Sanderling                  | Am Iderfenngraben 47 (Niederschönhausen)      | 23. September 2016   |
|      | Klaus Schlesinger                | Dunckerstraße 4 (Prenzlauer Berg)             | 11. Mai 2013         |
|      | Selman Selmanagić                | Bühringstraße 20 (Weißensee)                  | 23. Oktober 2019     |
|      | Max Skladanowsky                 | Waldowstraße 28 (Niederschönhausen)           | 1998                 |
|      | Jüdisches Waisenhaus             | Berliner Straße 120/121 (Pankow)              | 7. November 2003     |

## Reinickendorf
| Bild | Name             | Standort                                    | Datum der Enthüllung |
| ---- | ---------------- | ------------------------------------------- | -------------------- |
|      | Wilhelm Blume    | Speerweg 36 (Frohnau)                       | 17. November 1988    |
|      | Paul Dahlke      | Edelhofdamm 54 (Reinickendorf)              | 12. September 1988   |
|      | Paul Grunwaldt   | Raschdorffstraße 82 (Reinickendorf)         | 21. Juni 1989        |
|      | Max Hodann       | Alt-Reinickendorf 45 (Reinickendorf)        |                      |
|      | Hannah Höch      | An der Wildbahn 33 (Heiligensee)            | 25. Oktober 1989     |
|      | Bernhard Hoetger | Gollanczstraße 40 (Frohnau)                 | 24. Juni 1991        |
|      | Gustav Landauer  | Schloßstraße 17 (Hermsdorf)                 | 22. Oktober 1991     |
|      | Oskar Loerke     | Kreuzritterstraße 8 (Frohnau)               |                      |
|      | Franz Neumann    | Moorweg 10 (Tegel)                          |                      |
|      | Marie Schlei     | Allmendeweg 112 (Tegel)                     | 26. November 2009    |
|      | Roger Loewig     | Wilhelmsruher Damm 120 (Märkisches Viertel) | November 2002        |

## Spandau
| Bild | Name              | Standort                   | Datum der Enthüllung |
| ---- | ----------------- | -------------------------- | -------------------- |
|      | Arthur Löwenstamm | Feldstraße 11 (Spandau)    | 9. November 2005     |
|      | Julius Sternberg  | Breite Straße 21 (Spandau) |                      |

## Steglitz-Zehlendorf
| Bild | Name                                                             | Standort                                  | Datum der Enthüllung |
| ---- | ---------------------------------------------------------------- | ----------------------------------------- | -------------------- |
|      | Alliierte Kommandantura                                          | Kaiserswerther Straße 16–18 (Dahlem)      | 27. Mai 1998         |
|      | Ruth Andreas-Friedrich und Leo Borchard                          | Hünensteig 6 (Steglitz)                   | 20. Oktober 1988     |
|      | Hannah Arendt                                                    | Opitzstraße 6 (Steglitz)                  |                      |
|      | Bauhaus Berlin                                                   | Birkbuschstraße 49 (Lankwitz)             | 30. November 1989    |
|      | Carl Heinrich Becker                                             | Arno-Holz-Straße 6 (Steglitz)             | 1. Dezember 1988     |
|      | Elisabeth Bergner                                                | Faradayweg 15 (Dahlem)                    | 12. Mai 2016         |
|      | Edith Berlow                                                     | Menzelstraße 9 (Grunewald)                | 11. Mai 2017         |
|      | Beyme Schlösschen                                                | Schloßstraße 48 (Steglitz)                |                      |
|      | Boris Blacher                                                    | Kaunstraße 6 (Zehlendorf)                 | 2. Mai 1990          |
|      | Karl Blossfeldt                                                  | Stephanstraße 6 (Steglitz)                | 17. September 2020   |
|      | Herbert von Bose                                                 | Neuchateller Straße 8 (Lichterfelde)      | 6. November 1991     |
|      | Margret Boveri                                                   | Opitzstraße 8 (Steglitz)                  | 24. November 1990    |
|      | Willy Brandt                                                     | Marinesteig 14 (Nikolassee)               | 18. Dezember 2003    |
|      | Martin Buber                                                     | Vopeliuspfad 12 (Zehlendorf)              | 16. Oktober 2018     |
|      | Bruno H. Bürgel                                                  | Beerenstraße 39 (Zehlendorf)              | 18. Juli 1990        |
|      | Lucius D. Clay                                                   | Im Dol 46–48 (Dahlem)                     | 23. April 2006       |
|      | Otto Dibelius                                                    | Brüderstraße 5 (Lichterfelde)             | 25. Oktober 1999     |
|      | Hans Dominik                                                     | Bogotastraße 2a (Zehlendorf)              | 2. Juli 1999         |
|      | Emil Dovifat                                                     | Charlottenburger Straße 2 (Zehlendorf)    | 11. Juli 1990        |
|      | Ingeborg Drewitz                                                 | Quermatenweg 178 (Zehlendorf)             | 26. November 1995    |
|      | Düppel Center                                                    | Potsdamer Chaussee 87 (Nikolassee)        | 4. Juli 2012         |
|      | Paul Ehrlich                                                     | Bergstraße 96 (Steglitz)                  | 28. November 1988    |
|      | Albert Einstein                                                  | Ehrenbergstraße 33 (Dahlem)               | 24. Oktober 2005     |
|      | Fritz Elsas                                                      | Patschkauer Weg 41 (Lichterfelde)         | 11. Juli 2020        |
|      | Lyonel Feininger                                                 | Potsdamer Straße 29 (Zehlendorf)          | 30. Juni 2000        |
|      | Philipp Franck                                                   | Hohenzollernstraße 7 (Wannsee)            | 29. April 1997       |
|      | Ferenc Fricsay                                                   | Pücklerstraße 22 (Dahlem)                 | 6. September 2018    |
|      | Ferdinand Friedensburg                                           | Hoiruper Straße 14a (Nikolassee)          | 11. Oktober 1995     |
|      | Otto Heinrich von der Gablentz                                   | Habelschwerdter Allee 24 (Dahlem)         | 11. September 1998   |
|      | Glienicker Brücke                                                | Glienicker Brücke (Wannsee)               | 2000                 |
|      | Heinrich Grüber                                                  | Hortensienstraße 18 (Lichterfelde)        |                      |
|      | Gutshaus Lichterfelde und Johann Anton Wilhelm von Carstenn      | Hindenburgdamm 28 (Lichterfelde)          | 22. Juni 1989        |
|      | Sebastian Haffner                                                | Ehrenbergstraße 33 (Dahlem)               |                      |
|      | Ernst von Harnack                                                | Am Fischtal 8 (Zehlendorf)                | 4. März 1994         |
|      | Gustav Hartmann                                                  | Alsenstraße 11 (Wannsee)                  | 26. Oktober 1990     |
|      | Erich Heckel                                                     | Markelstraße 60 (Steglitz)                | 3. Mai 1990          |
|      | Gustav Hertz                                                     | Fabeckstraße 11 (Dahlem)                  | 1. November 1999     |
|      | Betty Hirsch                                                     | Rothenburgstraße 14 (Steglitz)            |                      |
|      | Peter Huchel                                                     | Hindenburgdamm 32 (Lichterfelde)          | 14. Juli 1994        |
|      | Richard Huelsenbeck                                              | Lessingstraße 12 (Steglitz)               | 30. November 1989    |
|      | Kurt Ihlenfeld                                                   | Heimat 85 (Zehlendorf)                    | 24. Oktober 1990     |
|      | Nikos Kazantzakis                                                | Unter den Eichen 63 (Lichterfelde)        | 22. April 1986       |
|      | Haus Kinderschutz                                                | Claszeile 57 (Zehlendorf)                 | 19. April 2007       |
|      | Jochen Klepper                                                   | Oehlertring 7 (Steglitz)                  | 28. November 1988    |
|      | Kurt Kluge                                                       | Krottnaurerstraße 64 (Nikolassee)         | 17. Mai 1990         |
|      | Elly Heuss-Knapp                                                 | Grillparzerstraße 15 (Steglitz)           | 28. November 1989    |
|      | Hanna-Renate Laurien                                             | Hildburghauser Straße 131 (Lichterfelde)  | 11. August 2021      |
|      | Max Liebermann                                                   | Am Großen Wannsee 42 (Wannsee)            | 20. Juli 1993        |
|      | Gustav Lilienthal                                                | Marthastraße 5 (Lichterfelde)             | 18. Mai 1989         |
|      | Otto Lilienthal                                                  | Boothstraße 17 (Lichterfelde)             | 31. Mai 1989         |
|      | Paul Mebes                                                       | Beuckestraße 27–29 (Zehlendorf)           | 20. September 1995   |
|      | Franz Mehring                                                    | Beymestraße 7 (Steglitz)                  | 12. April 1988       |
|      | Friedrich Meinecke                                               | Am Hirschsprung 13 (Dahlem)               | 17. Mai 1990         |
|      | Marga Meusel                                                     | Teltower Damm 4–8 (Zehlendorf)            | 26. November 1991    |
|      | Eduard Meyer                                                     | Mommsenstraße 7–8 (Lichterfelde)          | 16. Juni 1988        |
|      | Ernst Wilhelm Nay                                                | Klingsorstraße 21 (Steglitz)              | 14. Juni 1989        |
|      | Franz und Margarete Oppenheim                                    | Zum Heckeshorn 38 (Wannsee)               | 14. Juli 2016        |
|      | Oskar Picht                                                      | Rothenburgstraße 14 (Steglitz)            | 2000                 |
|      | Erich Pommer                                                     | Carl-Heinrich-Becker-Weg 16/18 (Steglitz) |                      |
|      | Henny Porten                                                     | Albrechtstraße 40 (Steglitz)              | 14. Juni 1989        |
|      | Preußische Hauptkadettenanstalt                                  | Finckensteinallee 63–87 (Lichterfelde)    | 15. Dezember 1988    |
|      | Private jüdische Waldschule Kaliski                              | Im Dol 2–6 (Zufahrt Miquelstraße, Dahlem) | 18. April 2001       |
|      | Marianne Pünder und Marianne Hapig                               | Marienstraße 15 (Lichterfelde)            | 28. Juni 1989        |
|      | Carl Raddatz                                                     | Am Schülerheim 6 (Dahlem)                 | 22. August 2012      |
|      | Jochen Richert                                                   | Königstraße 29 (Zehlendorf)               | 29. November 1993    |
|      | Ernst Ruska                                                      | Falkenried 7 (Dahlem)                     | 2008 ?               |
|      | Philipp Scheidemann                                              | Lenbachstraße 6a (Steglitz)               | 29. November 1990    |
|      | Walther Schmarje                                                 | Milinowskistraße 12 (Zehlendorf)          | 12. Juni 1991        |
|      | Karl Schmidt-Rottluff                                            | Schützallee 136 (Dahlem)                  | 28. April 1992       |
|      | Elisabeth Schmitz                                                | Barbarastraße 9 (Lankwitz)                | 20. Oktober 2011     |
|      | Arnold Schönberg                                                 | Sembritzkistraße 33/33a (Steglitz)        |                      |
|      | Gerhard Schoenberner                                             | Selmaplatz 5 (Zehlendorf)                 | 14. August 2018      |
|      | Ferdinand Schrey                                                 | Ehrenbergstraße 21 (Dahlem)               | 23. Oktober 1992     |
|      | Hanning Schröder und Cornelia Schröder-Auerbach                  | Quermatenweg 148 (Zehlendorf)             | 23. Mai 2002         |
|      | Heinrich Seidel                                                  | Boothstraße 30 (Lichterfelde)             | 28. Juni 1989        |
|      | Eduard Spranger                                                  | Fabeckstraße 13 (Dahlem)                  | 2. September 1988    |
|      | SS Wirtschafts- und Verwaltungshauptamt                          | Unter den Eichen 135 (Steglitz)           | 17. November 1988    |
|      | Helene Stöcker                                                   | Münchowstraße 1 (Nikolassee)              | 18. November 1994    |
|      | Shepard Stone                                                    | Inselstraße 10 (Nikolassee)               |                      |
|      | Johann Peter Süßmilch                                            | Berliner Straße 2 (Zehlendorf)            | 8. Oktober 1992      |
|      | Heinrich Tessenow                                                | Sophie-Charlotte-Straße 7 (Zehlendorf)    | 1. November 1990     |
|      | Joachim Tiburtius                                                | Hortensienstraße 12 (Lichterfelde)        | 31. Mai 1989         |
|      | Titania-Palast                                                   | Schloßstraße 4/5 (Steglitz)               | 31. Mai 1989         |
|      | Walter Trier                                                     | Herwarthstraße 10 (Lichterfelde)          | 1. Juli 2024         |
|      | Martin Wagner und Richard Ermisch                                | im Strandbad Wannsee (Nikolassee)         | 12. Mai 2007         |
|      | Otto Heinrich Warburg                                            | Boltzmannstraße 14 (Dahlem)               | 17. Oktober 1991     |
|      | Ewald Wenck                                                      | Unter den Eichen 104a (Lichterfelde)      | 3. Mai 1990          |
|      | Adolf Wermuth                                                    | Enzianstraße 2 (Lichterfelde)             | 24. November 2020    |
|      | Arthur Werner                                                    | Köhlerstraße 22 (Lichterfelde)            | 8. Juli 1994         |
|      | Richard Willstätter                                              | Faradayweg 10 (Dahlem)                    | 15. November 1993    |
|      | Josef Wirmer                                                     | Holbeinstraße 56 (Lichterfelde)           | 14. Dezember 1988    |
|      | Fritz Wisten                                                     | Waldsängerpfad 3 (Nikolassee)             | 24. Juni 2014        |
|      | Peter Graf Yorck von Wartenburg                                  | Hortensienstraße 50 (Lichterfelde)        | 19. April 1988       |
|      | Zehlendorfer Kommunalpolitiker und Beschäftigten des Bezirksamts | Teltower Damm 16 (Zehlendorf)             |                      |

## Tempelhof-Schöneberg
| Bild | Name                          | Standort                                      | Datum der Enthüllung |
| ---- | ----------------------------- | --------------------------------------------- | -------------------- |
|      | Elisabeth Abegg               | Tempelhofer Damm 56 (Tempelhof)               | 9. November 1991     |
|      | Alfred Kardinal Bengsch       | Tempelhofer Weg 26 (Schöneberg)               | 15. August 1995      |
|      | Liane Berkowitz               | Viktoria-Luise-Platz 1 (Schöneberg)           | 25. November 1993    |
|      | Rudolf Bernauer               | Viktoria-Luise-Platz 1 (Schöneberg)           |                      |
|      | Georg Bernhard                | Kleiststraße 19–21 (Schöneberg)               |                      |
|      | Joseph Bilé                   | Bülowstraße 39 (Schöneberg)                   | 21. April 2022       |
|      | David Bowie                   | Hauptstraße 155 (Schöneberg)                  | 22. August 2016      |
|      | Fritz Bräuning                | Manfred-von-Richthofen-Straße 77 (Tempelhof)  | 27. Mai 1989         |
|      | Max Bruch                     | Albestraße 3 (Friedenau)                      | 2. Oktober 1990      |
|      | Adelbert von Chamisso         | Grunewaldstraße 6 (Schöneberg)                | 4. Dezember 2008     |
|      | Comedian Harmonists           | Stubenrauchstraße 47 (Friedenau)              | 7. September 1990    |
|      | August Leopold Crelle         | Potsdamer Straße 172 (Schöneberg)             | 3. November 1993     |
|      | Marlene Dietrich              | Leberstraße 65 (Schöneberg)                   | 17. Juli 2008        |
|      | Lothar Erdmann                | Adolf-Scheidt-Platz 3 (Tempelhof)             | 12. Oktober 1988     |
|      | Neşet Ertaş                   | U-Bahnhof Bülowstraße                         | 19. September 2024   |
|      | Paul Fechter                  | Franziusweg 48 (Lichtenrade)                  | 19. November 2004    |
|      | Samuel Fischer                | Bülowstraße 90 (Schöneberg)                   | 1. November 2011     |
|      | Ernst Fraenkel                | Eschwegering 23 (Tempelhof)                   | 1. Juli 2016         |
|      | Clemens August Graf von Galen | (St. Matthias), Winterfeldtplatz (Schöneberg) | 21. Oktober 1990     |
|      | Kurt Hiller                   | Hähnelstraße 9 (Friedenau)                    | 2. Oktober 1990      |
|      | Hannah Höch                   | Büsingstraße 16 (Friedenau)                   | 31. Mai 2013         |
|      | Ödön von Horváth              | Martin-Luther-Straße 20a (Schöneberg)         | 31. Mai 2000         |
|      | Adolf Kiepert                 | Alt-Marienfelde 17 (Marienfelde)              | 15. April 1989       |
|      | Hildegard Knef                | Leberstraße 33 (Schöneberg)                   | 15. August 2012      |
|      | Adam Kuckhoff                 | Wilhelmshöher Straße 18 (Friedenau)           | 30. August 1990      |
|      | Friedrich Küter               | Alt-Mariendorf 53 (Mariendorf)                | 21. April 1989       |
|      | Albrecht Kunth                | Kaiserin-Augusta-Straße 19/20 (Tempelhof)     | 17. April 1989       |
|      | Friedrich Luft                | Hans-Rosenthal-Platz 1 (Schöneberg)           | 24. August 2011      |
|      | Inge Meysel                   | Heylstraße 29 (Schöneberg)                    | 10. Juli 2014        |
|      | Bruno Möhring                 | Bruno-Möhring-Straße 14a (Marienfelde)        | 30. November 1989    |
|      | Friedrich Mussehl             | Alt-Tempelhof 26 (Tempelhof)                  | 12. April 1989       |
|      | Ivan Nagel                    | Keithstraße 10 (Schöneberg)                   | 30. August 2017      |
|      | Operation Little Vittles      | Platz der Luftbrücke 5 (Tempelhof)            | 12. Mai 2024         |
|      | Günter Pfitzmann              | Zietenstraße 22 (Schöneberg)                  | 15. Oktober 2018     |
|      | Kurt Pinthus                  | Heilbronner Straße 2 (Schöneberg)             | 29. April 1994       |
|      | Erwin Piscator                | Nollendorfplatz 5 (Schöneberg)                | 3. September 1990    |
|      | Hedwig Porschütz              | Feurigstraße 43 (Schöneberg)                  | 13. November 2012    |
|      | Alexander Roda Roda           | Innsbrucker Straße 44 (Schöneberg)            | 13. April 1992       |
|      | Gertrud Rothgiesser           | Paradestraße 35 (Tempelhof)                   | 8. September 2023    |
|      | Alexander Schwab              | Keithstraße 8 (Schöneberg)                    |                      |
|      | Georg Schweinfurth            | Willmanndamm 3 (Schöneberg)                   |                      |
|      | Synagoge Neu-Tempelhof        | Mussehlstraße 22 (Tempelhof)                  |                      |
|      | Ernst Weiß                    | Luitpoldstraße 34 (Schöneberg)                | 28. August 1990      |
|      | Benno Wolf                    | Grunewaldstraße 6 (Schöneberg)                | 4. Dezember 2008     |

## Treptow-Köpenick
| Bild | Name                                     | Standort                                     | Datum der Enthüllung |
| ---- | ---------------------------------------- | -------------------------------------------- | -------------------- |
|      | Melli Beese                              | Sterndamm 82 (Johannisthal)                  |                      |
|      | Friedrich Ebert                          | Defreggerstraße 20 (Plänterwald)             | 5. Oktober 1994      |
|      | Julius Grunow                            | Neue Krugallee 4 (Plänterwald)               | November 2005        |
|      | Marie Juchacz                            | Schmausstraße 83 (Köpenick)                  | 18. November 2007    |
|      | Henriette Lustig                         | Alter Markt 4 (Köpenick)                     | 2. Februar 1998      |
|      | Opfer des Aufruhrs vom 6. April 1945     | Fürstenwalder Allee 27 (Rahnsdorf)           | 6. April 1998        |
|      | Franz Späth, Späth-Arboretum             | Späthstraße 80/81 (Baumschulenweg)           | 23. September 1995   |
|      | Wilhelm Voigt („Hauptmann von Köpenick“) | Rathaus Köpenick, Alt-Köpenick 21 (Köpenick) | 23. August 1996      |
|      | Weltliche Schule                         | Radickestraße 43 (Adlershof)                 | 27. Januar 1995      |